# Synodontis alberti
Synodontis alberti — вид риб з роду Synodontis родини Пір'явусі соми ряду сомоподібні. Інша назва «великоокий синодонтіс».

## Опис
Загальна довжина сягає 20,3 см. Голова коротка, трохи сплощена зверху й сильно стиснута з боків. Очі величезні. Рот помірно широкий. Є 3 пари вусів, з яких верхні — довгі. Тулуб масивний, присадкуватий. Спинний плавець витягнутий. Жировий плавець видовжений, округлий. Грудні плавці видовжені. Черевні плавці маленькі. Анальний плавець великий. Хвостовий плавець сильно розділено, його крайні промені витягнуті. Верхня лопать значно більша за нижню.
Забарвлення оливково-сіре зі сріблястим відливом та коричневими плямами на тілі та плавцях. Верхні вуса білого кольору.

## Спосіб життя
Є бентопелагічною рибою. Воліє до прісної та чистої води. Вдень ховається серед корчів та каміння. Активна у присмерку та вночі. Живиться равликами, водоростями, насінням, детритом.
Статева зрілість настає у 2 роки.

## Розповсюдження
Мешкає у басейні річки Конго — в межах Демократичної Республіки Конго, Камеруну, Республіки Конго, можливо, Центральноафриканської республіки.